# Benaocaz (kommunhuvudort)
Benaocaz är en kommunhuvudort i Spanien.   Den ligger i provinsen Provincia de Cádiz och regionen Andalusien, i den södra delen av landet, 400 km söder om huvudstaden Madrid. Benaocaz ligger 780 meter över havet och antalet invånare är 728.
Terrängen runt Benaocaz är lite bergig. Runt Benaocaz är det glesbefolkat, med 15 invånare per kvadratkilometer. Närmaste större samhälle är Ubrique, 3,3 km sydväst om Benaocaz. 